# Cistothorus platensis
Cistothorus platensis е вид птица от семейство Troglodytidae.

## Разпространение
Видът е разпространен в Аржентина, Белиз, Боливия, Бразилия, Канада, Чили, Колумбия, Коста Рика, Еквадор, Салвадор, Фолкландски острови, Гватемала, Гвиана, Мексико, Никарагуа, Панама, Парагвай, Перу, Южна Джорджия и Южни Сандвичеви острови, САЩ, Уругвай и Венецуела.